# Manganite de lanthane dopé au strontium
Pour les articles homonymes, voir Manganite (homonymie).

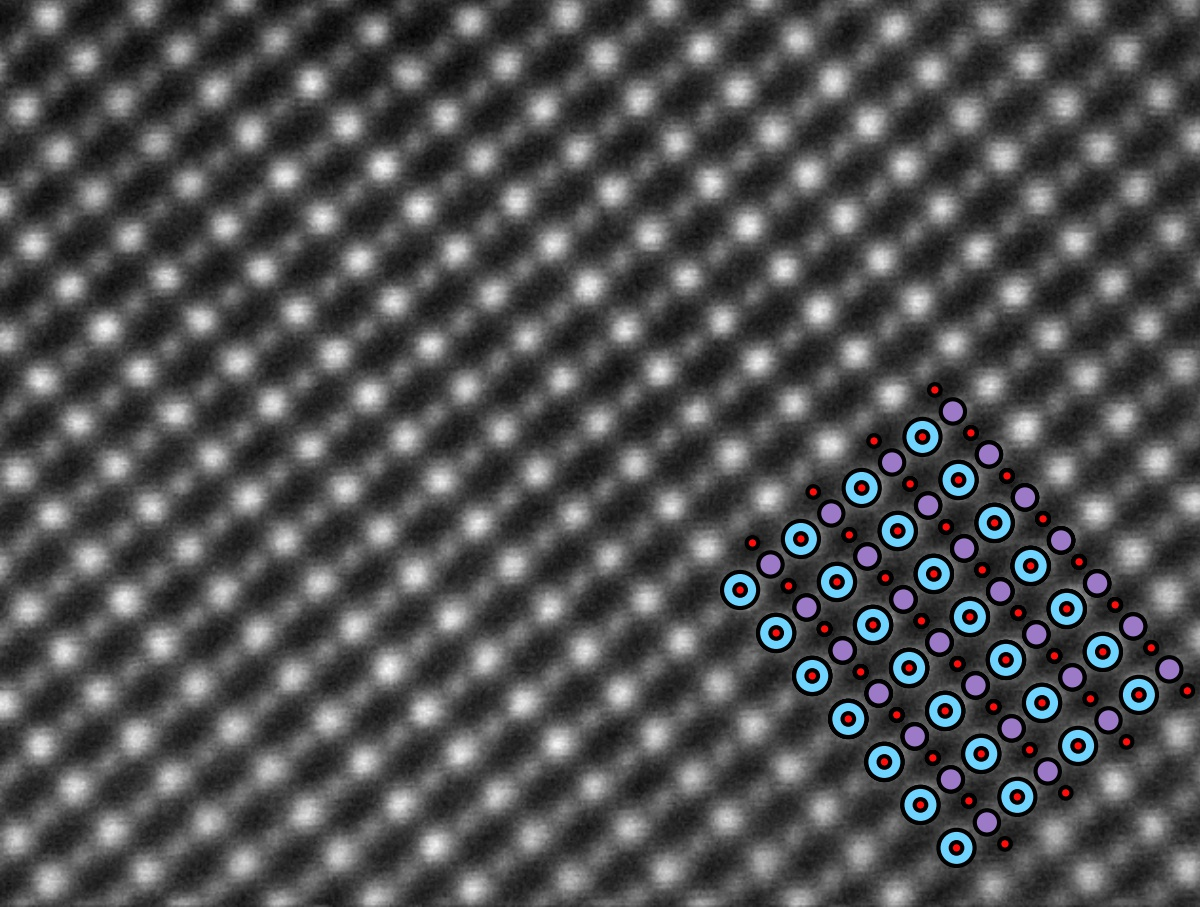
Microscopie électronique en transmission à balayage du LSMO La0.7Sr0.3MnO3. Le faisceau d'électrons est parallèle à la couche [110]. Superposé à la figure: lanthane/strontium (bleu), manganèse (mauve), oxygène (rouge).

Le manganite de lanthane dopé au strontium, ou céramique lanthane strontium manganite (LSM ou LSMO), est un oxyde minéral de formule générique La1−xSrxMnO3, où x représente le niveau de dopage et a une valeur typiquement comprise entre 10 et 20 % pour certaines applications. Ce matériau se présente sous la forme d'une substance noire de masse volumique voisine de 6,5 g·cm-3 ; sa masse volumique varie cependant en fonction de sa stœchiométrie et de son mode de synthèse. Il présente une structure cristalline de type pérovskite, de formule générique ABO3, dont les sites A sont occupés par des atomes de lanthane et de strontium, tandis que les sites B sont occupés par des atomes de manganèse, plus petits. Il s'agit donc de manganite de lanthane dont certains atomes de lanthane sont remplacés par des atomes de strontium. La substitution du lanthane, trivalent, par du strontium, divalent, introduit un trou dans la bande de valence, ce qui accroît la conductivité électrique du matériau par injection de porteurs. 
Le LSM présente un diagramme de phases électroniques complexe, comprenant des phases ferromagnétiques et paramagnétiques et une transition métal-isolant (en) en fonction du dopage, ainsi qu'une phase de Griffith.
Le LSM est couramment utilisé comme cathode pour pile à combustible à oxyde solide dans la mesure où il a une conductivité électrique élevée à haute température et où son coefficient de dilatation s'accorde bien avec celui de la zircone stabilisée à l'oxyde d'yttrium, couramment utilisée comme électrolyte. Il est étudié en laboratoire comme l'une des manganites perovskites présentant l'effet de magnétorésistance colossale ainsi qu'un comportement de demi-métal pour un dopage de l'ordre de 30 %.